# And When the Sky Was Opened
"And When the Sky Was Opened" is een aflevering van de Amerikaanse televisieserie The Twilight Zone.

## Plot

### Opening
Her name: X-20. Her type: an experimental interceptor. Recent history: A crash landing in the Mojave Desert after a thirty-one hour flight nine hundred miles into space. Incidental data: The ship, with the men who flew her, disappeared from the radar screen for twenty-four hours. But the shrouds that cover mysteries are not always made out of tarpaulin, as this man will soon find out on the other side of the hospital door.
— Rod Serling

### Verhaal
Drie astronauten, Glegg Forbes, Ed Harrington en William Gart, vliegen voor het eerst met een X-20 Dyna-Soar de ruimte in. Ze verdwijnen van de radar en storten later neer in de Mojave woestijn. Terwijl het schip naar een hangar wordt gebracht voor reparatie en Gart afgevoerd wordt naar een ziekenhuis vanwege een gebroken been, trekken Forbes en Harrington zich terug in een bar.
In de bar krijgt Harrington het gevoel dat er iets niet klopt. Hij belt zijn ouders op, maar die beweren geen zoon te hebben. Dan verdwijnt Harrington plotseling spoorloos en alleen Forbes lijkt hem nog te kunnen herinneren. Forbes vertelt zijn verhaal aan Grant, die eveneens vergeten is wie Harrington is en dus niet weet waar Forbes het over heeft. Vervolgens kijkt Forbes in de spiegel en rent de kamer uit. Tegen de tijd dat Gart opgestaan is en achter hem aan kan gaan, is Forbes ook verdwenen. Ook nu herinnert niemand zich hem meer. Vervolgens verdwijnt Gart en ten slotte zelfs het schip.

### Slot
Once upon a time, there was a man named Harrington, a man named Forbes, a man named Gart. They used to exist, but don't any longer. Someone or something took them somewhere. At least they are no longer a part of the memory of man. And as to the X-20 supposed to be housed here in this hangar, this too does not exist. And if any of you have any questions concerning an aircraft and three men who flew her, speak softly of them, and only in the Twilight Zone.
— Rod Serling

## Rolverdeling
- Rod Taylor: Col. Clegg Forbes
- Charles Aidman: Col. Ed Harrington
- Jim Hutton: Major William Gart
- Maxine Cooper: Amy
- Sue Randall: Zuster
- Paul Bryar: Barman
- Joe Bassett: Medical officer
- Gloria Pall: Vrouw in bar
- Elizabeth Fielding: Blonde zuster.

## Achtergrond
De aflevering is gebaseerd op het korte verhaal "Disappearing Act" van Richard Matheson.
Hoewel er geen special effects in de aflevering zijn waarmee men het schip ziet vliegen, wordt de verdwijning van de drie astronauten benadrukt met rekwisieten. Zo meldt een krant eerst over drie overlevenden van de crash, dan twee en dan een.

## Trivia
- De aflevering "Remember Me" van Star Trek: The Next Generation heeft een soortgelijk thema.